# Władysławowo (powiat toruński)
Władysławowo – wieś w Polsce położona w województwie kujawsko-pomorskim, w powiecie toruńskim, w gminie Obrowo.
W latach 1975–1998 miejscowość administracyjnie należała do województwa toruńskiego.